# Scott Columbus
Walter Scott Columbus (ur. 10 listopada 1956, zm. 4 kwietnia 2011) – amerykański perkusista. Były członek zespołu metalowego Manowar.

## Życiorys
Przed dołączeniem do zespołu pracował w stalowni. Po odejściu Donnie Hamzika w 1983 dołączył do zespołu, wraz z którym nagrał w tym samym roku Into Glory Ride. Jedyny album Manowar od tego czasu, w którego nagraniu Scott nie wziął udziału to The Triumph of Steel. 
W lipcu 2008 roku nie brał udziału w drugiej edycji Magic Circle Festival (organizowanego przez Manowar) z powodu "osobistej tragedii rodzinnej". Podczas trzydniowego festiwalu został zastąpiony przez Rhino. W 2009 roku Donnie Hamzik został przyjęty na jego miejsce.